# (9794) 1996 FO5
A (9794) 1996 FO5 a Naprendszer kisbolygóövében található aszteroida. A Beijing Schmidt CCD Asteroid Program keretében fedezték fel 1996. március 25-én.